# Jane Yolen

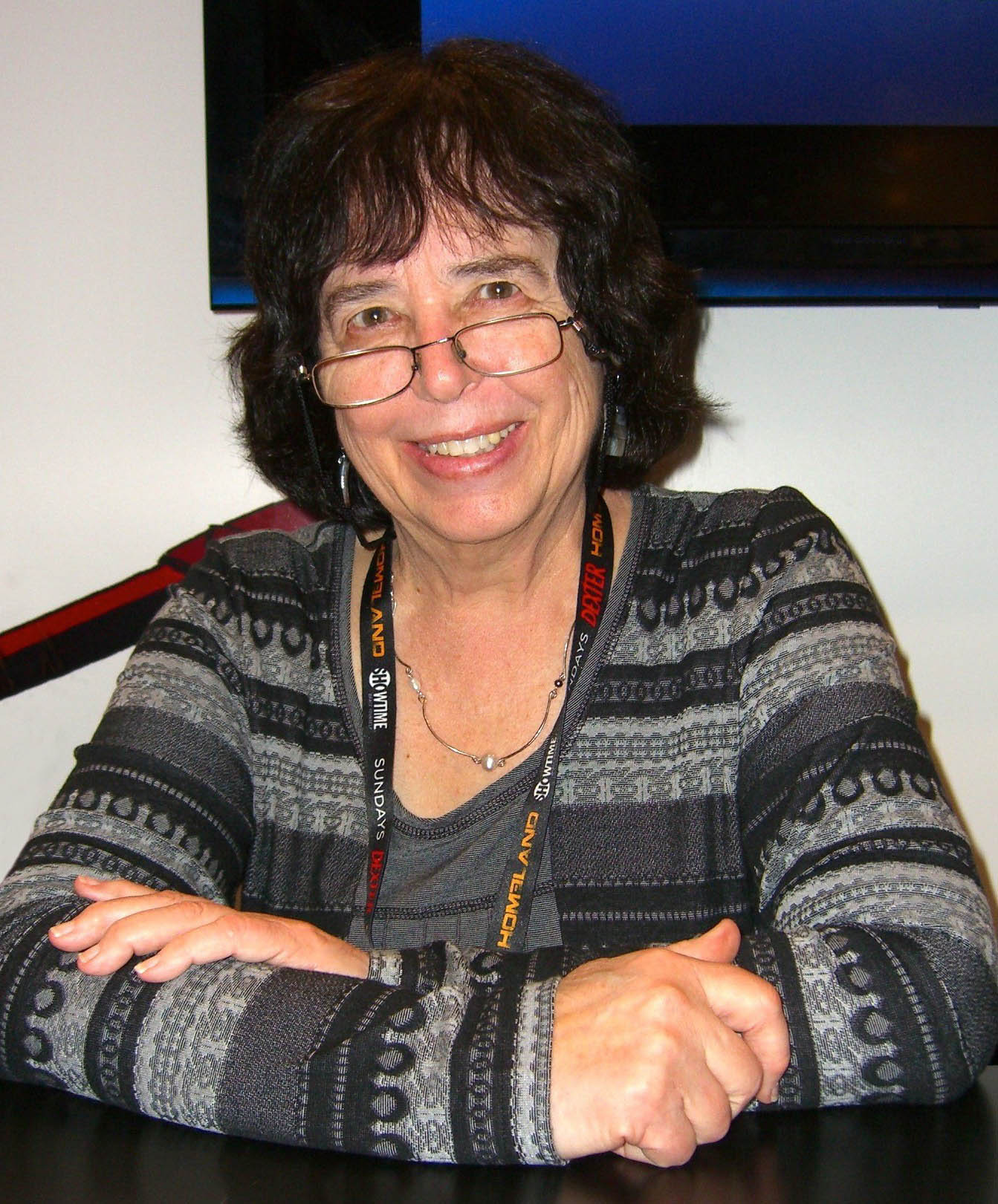
Jane Yolen (2011)

Jane Hyatt Yolen (geboren am 11. Februar 1939 in New York City) ist eine amerikanische Autorin von Kinderbüchern sowie Fantasy und Science-Fiction. Mit mehr als 360 Buchveröffentlichungen ist Yolen eine sehr produktive Autorin. Ihre Werke wurden vielfach ausgezeichnet, unter anderem mit dem World Fantasy Award und dem Nebula Award.

## Leben
Yolen besuchte Staples High School in Westport, Connecticut, wo sie 1956 abschloss. Anschließend studierte sie am Smith College in Northampton, Massachusetts, wo sie 1960 den Bachelor erwarb. Weitere Studien an der New School for Social Research in New York und an der University of Massachusetts Amherst folgten, wo sie 1976 den Master in Erziehungswissenschaften machte. Nach dem College arbeitete zunächst für das Magazin This Week und für die Saturday Review in New York und ab 1961 für verschiedene New Yorker Verlage, zunächst bis 1962 für Gold Medal Books, dann bis 1963 für Rutledge Books und bis 1965 für Alfred A. Knopf Juvenile Books. 
1962 hatte Yolen David W. Stemple geheiratet und zusammen mit ihm eine Tochter (geboren 1966) und zwei Söhne (geboren 1968 und 1970). Von 1972 bis 1980 schrieb sie eine Kinderbuch-Kolumne für die Daily Hampshire Gazette in Northampton und war dort von 1979 bis 1984 Dozentin am Smith College.
Ab 1989 war sie Herausgeberin der Jane Yolen Books, eines Imprints des Verlags Harcourt Brace. Yolen war ab 1974 über 25 Jahre lang Mitglied des Vorstands der Society of Children’s Book Writers und von 1977 bis 1979 bei der Children’s Literature Association. Von 1986 bis 1988 war sie Präsidentin der Science Fiction Writers of America.
2006 starb ihr Ehemann David an einem Gehirntumor. Yolen lebt in Massachusetts und einen Teil des Jahres in Schottland, wo das Ehepaar 1994 sich erstmals in der Nähe von St Andrews niedergelassen hatte.

## Werk
Anfang der 1960er Jahre hatte Yolen sich als zukünftige Dichterin bzw. als Journalistin gesehen. Ihre erste Buchveröffentlichung war jedoch Pirates in Petticoats (1963), ein illustriertes Jugendbuch über weibliche Piraten. Es folgte das Bilderbuch See this Little Line (1963) und das Märchen Gwinellen: The Princess Who Could Not Sleep (1965). In den folgenden Jahren und Jahrzehnten entstanden hunderte von Büchern für Kinder, Jugendliche und jugendliche Erwachsene. Im Bereich der Phantastik schrieb sie hauptsächlich Märchen und Fantasy, der Science-Fiction können die Reihen Commander Toad und Pit Dragon zugerechnet werden. Trotz des relativ geringen Anteils sich an Erwachsene richtender Werke gewann sie einige der renommiertesten Preise im Bereich der Fantasy und Science-Fiction, darunter zweimal den Nebula Award mit Erzählungen und vier Nominierungen für ihre Romane (1989 mit The Devil's Arithmetic, 1990 mit Sister Light, Sister Dark, 1991 mit White Jenna und 1993 Briar Rose), zweimal gewann sie den World Fantasy Award und dreimal den Mythopoeic Award. Auch ihre Lyrik wurde mehrfach ausgezeichnet, 2007 erhielt sie den Dwarf Stars Award und 2010 den Rhysling Award für ihr Lebenswerk.

## Auszeichnungen
- 1968 Caldecott Medal für The Emperor and the Kite, illustriert von Ed Young
- 1974 Golden Kite Award der Society of Children’s Book Writers
- 1978 Christopher Award
- 1980 Ehrendoktor (LL.D.) des College of Our Lady of the Elms, Chicopee, Massachusetts
- 1985 Mythopoeic Award für den Roman Cards of Grief
- 1987 World Fantasy Award, Spezialpreis für Favorite Folktales From Around the World
- 1988 Caldecott Medal für Owl Moon, illustriert von John Schoenherr
- 1988 Kerlan Award der University of Minnesota
- 1990 Skylark Award für das Gesamtwerk
- 1990 Smith College Medal
- 1992 Regina Medal der Catholic Library Association für ihre Kinderbücher
- 1992 Asimov’s Science Fiction Magazine Readers’ Award für das Gedicht Angels Fly Because They Take Themselves Lightly
- 1993 Mythopoeic Award für den Roman Briar Rose
- 1998 Nebula Award für die Kurzgeschichte Sister Emily’s Lightship
- 1998 Mythopoeic Award für die Trilogie Young Merlin
- 1999 Nebula Award für die Erzählung Lost Girls
- 2006 Locus Award für das Jugendbuch Pay the Piper
- 2007 Dwarf Stars Award für das Gedicht Last Unicorn
- 2009 World Fantasy Award für das Lebenswerk
- 2010 Rhysling Award, Grand Master Poet
- 2017 Damon Knight Memorial Grand Master Award für das Lebenswerk
- 2018 World Fantasy Award für die Sammlung The Emerald Circus

## Bibliografie
Untenstehend nur die in deutscher Übersetzung als Einzelveröffentlichung erschienenen Werke Yolens. Eine umfassendere Bibliographie findet sich unter Jane Yolen/Bibliographie.
Der Drachenkämpfer von Sarkkhan (Romanserie)
- Dragon’s Blood (1982)
  - Drachenblut. Übersetzt von Anja Hansen-Schmidt. Anrich, Weinheim 2001, ISBN 3-89106-413-6
- Heart's Blood (1984)
  - Herzblut. Übersetzt von Anja Hansen-Schmidt. Beltz und Gelberg, Weinheim 2002, ISBN 3-89106-423-3.
- A Sending of Dragons (1987)
  - Drachenbotschaft. Übersetzt von Anja Hansen-Schmidt. Beltz und Gelberg, Weinheim 2002, ISBN 3-89106-428-4.

Deutsche Sammelausgabe:
- Der Drachenkämpfer von Sarkkhan : die Drachentrilogie im Sammelband. Übersetzt von Anja Hansen-Schmidt. Beltz und Gelberg, Weinheim 2006, ISBN 3-407-74017-4.

- The Boy Who Had Wings (1974)
  - Der Knabe mit den wundersamen Flügeln  Mit Wachskreidebildern von Helga Aichinger. Übersetzt von Elisabeth Schnack. Artemis, Zürich & München 1974, ISBN 3-7608-0369-5.
- The Simple Prince (1978)
  - Der Prinz und das einfache Leben. Illustriert von Jack Kent. Übersetzt von Marion von der Kammer. Carlsen (Lilli-Billi-Bücher), Reinbek bei Hamburg 1980, ISBN 3-551-11628-8.
- Children of the Wolf (1984)
  - Die Wolfskinder von Midnapur. Übersetzt von Wolf Harranth. Oetinger, Hamburg 1986, ISBN 3-7891-1752-8.
- Cards of Grief (1985)
  - Eine Welt der Traurigkeit. Übersetzt von Eva Eppers. Bastei-Lübbe-Taschenbuch #24107, 1988, ISBN 3-404-24107-X.
- The Devil’s Arithmetic (1988)
  - Chaja heisst Leben. Ueberreuter, Wien 1989, ISBN 3-8000-2734-8. Auch als: Ravensburger Taschenbuch #4096, 1992, ISBN 3-473-54096-X.
- Briar Rose (1992)
  - Dornrose : die Geschichte meiner Großmutter. Übersetzt von Ulrike Nolte. Bloomsbury, Berlin 2010, ISBN 978-3-8270-5305-3.
- The Prince of Egypt (1998)
  - Der Prinz von Ägypten. Bilder von Michael Köelsch nach Zeichnungen von Larry Navarro. Übersetzt von Annemarie Bruhns. Bertelsmann, München 1998, ISBN 3-570-12355-3.
- Armageddon Summer  (1998, mit Bruce Coville)
  - Der Tag, an dem die Welt untergeht. Übersetzt von Katja Schüler und Salah Naoura. Arena-Taschenbuch #2238. Arena, Würzburg 2002, ISBN 3-401-02238-5.
- Sword of the Rightful King (2003)
  - Das Geheimnis des magischen Schwertes : ein Artus-Roman. Übersetzt von Anja Malich. Carlsen, Hamburg 2004, ISBN 3-551-35376-X.
- Pay the Piper  (2005, mit Adam Stemple)
  - Rattenfänger : ein Rock-'n'-Roll-Märchen. Übersetzt von Joachim Körber. Ed. Phantasia, Bellheim 2007, ISBN 978-3-937897-23-3.
- The Barefoot Book of Dance Stories (2010, mit Heidi E. Y. Stemple; Illustrationen von Helen Cann)
  - Walzer, Polka und Flamenco : die schönsten Märchen vom Tanzen. Übersetzt von Michael Stehle. Urachhaus, Stuttgart 2010, ISBN 978-3-8251-7690-7.

## Verfilmungen
- 2008 The Girl Who Cried Flowers (Kurzfilm)
- 2005 How Do Dinosaurs Get Well Soon? (Kurzfilm)
- 2002 How Do Dinosaurs Say Goodnight? (Kurzfilm)
- 1999 The Devil's Arithmetic (Fernsehfilm)
- 1993 Commander Toad in Space (Episode der Fernsehserie ABC Weekend Specials)
- 1991 Merlin and the Dragons (Fernseh-Zeichentrickfilm, deutsch als Merlin und die Drachen)

Außerdem schrieb Yolen Drehbücher für zwei Episoden der britischen Fernsehserie Jackanory, nämlich Christmas Stories: The Minstrel and the Mountain (1968) und Greyling (1970).